# Stefan Józef Szymura
Stefan Józef Szymura (ur. 2 grudnia 1937, zm. w 5 sierpnia 2019) – polski fizyk, prof., dr hab.

## Życiorys
Odbył studia fizyczne w Wyższej Szkole Pedagogicznej w Opolu, natomiast w 1971 obronił pracę doktorską, otrzymując doktorat, a potem uzyskał stopień doktora habilitowanego. 26 stycznia 1989 nadano mu tytuł profesora nadzwyczajnego w zakresie nauk fizycznych.
Pełnił funkcję profesora w Studium Nauk Podstawowych Państwowej Wyższej Szkole Zawodowej w Nysie, oraz piastował stanowisko profesora zwyczajnego w Instytucie Fizyki na Wydziale Matematyki, Fizyki i Chemii Uniwersytetu Opolskiego, Instytutu Matematyki i Fizyki Wydziału Inżynierii Produkcji i Logistyki Politechniki Opolskiej, Instytutu Fizyki Wydziału Inżynierii Procesowej, Materiałowej i Fizyki Stosowanej Politechniki Częstochowskiej i Instytutu Zarządzania w Państwowej Wyższej Szkole Zawodowej w Nysie.
Pochowany na cmentarzu komunalnym w Opolu.

## Publikacje
- Elektrochemiczne badania korozyjnego zachowania materiałów typu NdFeB w roztworach fosforanowych[2]
- 2005: Wpływ dodatków Co, Cr, Zr, Pb na kinetykę korozji atmosferycznej nanokrystalicznych materiałów magnetycznych typu Nd10F384-xMxB6[2]
- 2005: Nanovolume positron traps in glassy-like As2Se3[2]
- 2007: Korozyjne badania magnetycznie twardych materiałów nanokrystalicznych typu RE-(Fe,Co)-B zawierających tytan i cyrkon[2]
- 2009: Rola wstępnego trawienia powierzchni cząstek proszku MQP-B w kształtowaniu odporności korozyjnej magnesów wiązanych[2]